# Доня Рашениця
45°40′ пн. ш. 17°13′ сх. д. / 45.67° пн. ш. 17.21° сх. д.
Доня Рашениця (хорв. Donja Rašenica) — населений пункт у Хорватії, у Б'єловарсько-Білогорській жупанії у складі міста Грубишно-Полє.

## Населення
Населення за даними перепису 2011 року становило 164 осіб.
Динаміка чисельності населення поселення:
На 1991 рік 55,36 % мешканців (129 з 233) були чехами.